# مردمان ژرمنی شمال
مردمان ژرمنی شمال (انگلیسی: North Germanic peoples) که گاهی اسکاندیناوی‌ها، مردمان نورس یا در متون قرون میانه نورس‌ها نیز خوانده می‌شوند، مردمانی از گروه نژادی ژرمن‌ها بودند که در کشورهای نورس مستقر شده بودند.